# C/1811 W1
Komet Pons ali C/1811 W1 je komet, ki ga je odkril francoski astronom Jean-Louis Pons 16. novembra 1811 v Marseillu, Francija.

## Lastnosti
Soncu se je najbolj približal 11. novembra 1811 , 
ko je bil na razdalji okoli 1,6 a.e. od Sonca.